# 중앙보헤미아주

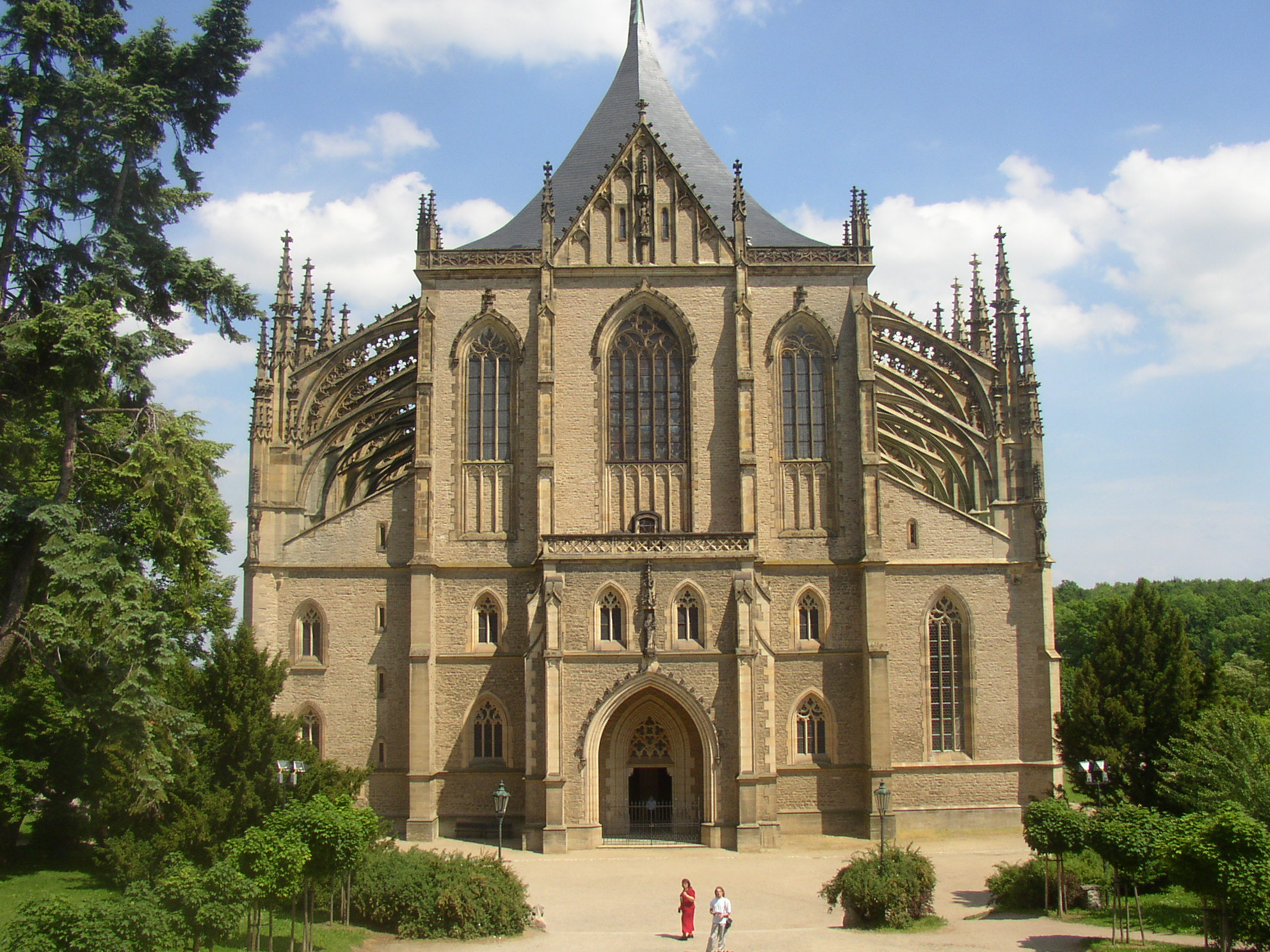
쿠트나호라에 있는 성 바르보라 대성당

중앙보헤미아주의 위치

중앙보헤미아주(체코어: Středočeský kraj 스트레도체스키 크라이[*])는 체코 보헤미아 지방 중부에 위치한 주로, 주도는 체코의 수도인 프라하이며 면적은 11,014km2, 인구는 1,284,629명(2011년 3월 기준), 인구 밀도는 120명/km2이다. 12개 구를 관할하며 주도 프라하는 어느 주에도 속하지 않는 독립된 행정 구역으로 존재한다.
프라하 전체를 둘러싸고 있으며 북쪽으로는 리베레츠주, 북동쪽으로는 흐라데츠크랄로베주, 동쪽으로는 파르두비체주, 남동쪽으로는 비소치나주, 남쪽으로는 남보헤미아주, 남서쪽으로는 플젠주, 북서쪽으로는 우스티주와 접한다.

주기
주 문장

## 주 정보
- 주도: 프라하
- 구: 12개
- 약칭: S
- 주 번호 (ISO 3166-2): CZ-ST
- 최고점: 865m
- 면적: 11,014km2
- 인구
  - 전체 인구: 1,284,629명 (2011년 3월 기준)
  - 인구 밀도: 120명/km2
- 주 총생산: 17,200 유로

## 구
- 베네쇼프구 (Benešov)
- 베로운구 (Beroun)
- 클라드노구 (Kladno)
- 콜린구 (Kolín)
- 쿠트나호라구 (Kutná Hora)
- 멜니크구 (Mělník)

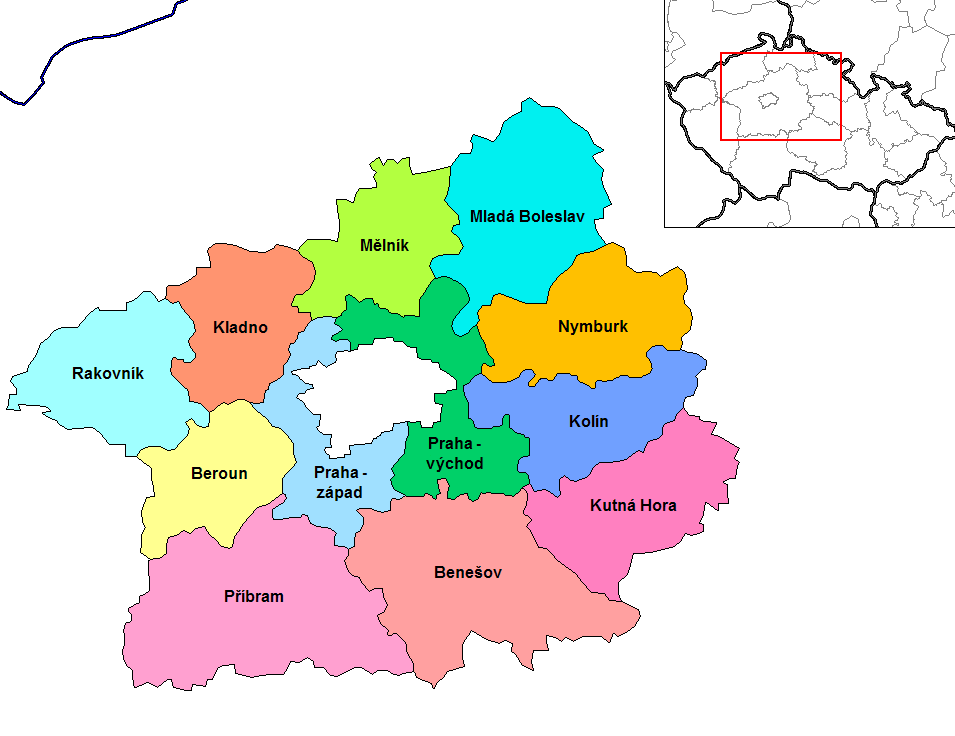
중앙보헤미아주가 관할하는 구

- 믈라다볼레슬라프구 (Mladá Boleslav)
- 님부르크구 (Nymburk)
- 동프라하구 (Praha-východ)
- 서프라하구 (Praha-západ)
- 프르지브람구 (Příbram)
- 라코브니크구 (Rakovník)